# البعل (كحلان عفار)

تعديل مصدري - تعديل

البعل هي إحدى قرى عزلة الدقيمي بمديرية كحلان عفار التابعة لمحافظة حجة، بلغ تعداد سكانها 13 نسمة حسب تعداد اليمن لعام 2004.